# Cyber Palestine
Pour les articles homonymes, voir Palestine.

Cyber Palestine est un film palestinien réalisé par Elia Suleiman, sorti en 1999.

## Synopsis
Marie et Joseph tentent de se rendre à Bethléem.

## Fiche technique
- Titre : Cyber Palestine
- Réalisation : Elia Suleiman
- Scénario : Elia Suleiman
- Pays d'origine : Palestine
- Format : Couleurs - 35 mm
- Genre : Drame
- Durée : 16 minutes
- Date de sortie : 1999